# 幻想曲さくらさくら
『さくらさくら』は、平井康三郎が作曲した幻想曲。発表年は1971年。

## 曲の概要

### ピアノと箏
この曲は、箏曲の「さくらさくら」をイメージし、作られたものである。ロマン派のピアノの手法と、華やかな箏の雰囲気が巧みに組み合わさった曲である。

### ピアノと太鼓
曲の中間部～終わりにかけて、ピアノを使って表現する、太鼓が出てくる。左手のメロディーは、5度の和音や、1度の和音など、簡単な和音なのにもかかわらず太鼓の雰囲気がよくでている。

## 曲の構成

### 本編
本編は、「Andante sostenuto」で、演奏される。
「sostenuto」とは音を保持する、保つなどといった意味である。